# ادسون بورگس
ادسون بورگس (انگلیسی: Edson Borges؛ زادهٔ ۲۰ ژانویهٔ ۱۹۸۵) بازیکن فوتبال اهل برزیل است.
از باشگاه‌هایی که در آن بازی کرده‌است می‌توان به باشگاه فوتبال سانتوس، باشگاه ورزشی ژوونتود، و باشگاه فوتبال سانتاکروز اشاره کرد.